# عشاق جنایتکار (فیلم)
عشاق جنایتکار (انگلیسی: Criminal Lovers) فیلمی به کارگردانی فرانسوا اوزون و در گونه تریلر روان‌شناختی است که در سال ۱۹۹۹ به نمایش درآمد.

## بازیگران
- ناتاشا رنیه
- ژرمی رنیر
- سالم کیشوشی
- میکی مانویلوویچ